# Instituto Nacional de Emergência Médica
O Instituto Nacional de Emergência Médica (INEM) é o organismo do Ministério da Saúde de Portugal responsável pela coordenação do funcionamento do Sistema Integrado de Emergência Médica (SIEM) no território continental português, de forma a garantir aos sinistrados ou vítimas de doença súbita a pronta e correta prestação dos cuidados de saúde.

## História
O INEM tem origem no Serviço de primeiros-socorros e transporte de feridos e doentes criado em 13 de outubro de 1965, pelo Ministério do Interior e pelo Ministério da Saúde e Assistência. O serviço estava a cargo da Polícia de Segurança Pública (PSP), sendo activado pelo número telefónico de socorro 115, que acabou por o batizar, informalmente. A funcionar, inicialmente em Lisboa, o serviço foi-se alargando, sucessivamente às outras grandes cidades do país.
Em 22 de Novembro de 1971, foi criado, no Ministério do Interior, o Serviço Nacional de Ambulâncias (SNA), encarregue de assegurar a orientação, a coordenação e a eficiência das actividades respeitantes à prestação de primeiros socorros a sinistrados e doentes e ao respectivo transporte. O SNA assumiu a coordenação do serviço 115. Além das suas próprias ambulâncias, que continuavam a ser operadas pela PSP, o SNA coordenava também a prestação de serviços de emergência médica, por parte de outras entidades.
Por Resolução do Conselho de Ministros de 11 de março de 1980 é criado o Gabinete de Emergência Médica (GEM) com o objetivo de propôr, no prazo de oitenta dias, o projeto de órgão coordenador do Sistema Integrado de Emergência Médica, de instalar a título experimental o SIEM e de contribuir para a melhoria da prestação dos cuidados de urgência.
Na sequência do trabalho do GEM, em 1981, através do Decreto-Lei n.º 234/81 de 3 de agosto, é criado o Instituto Nacional de Emergência Médica como órgão coordenador do SIEM, absorvendo o SNA e o próprio GEM.

## Organização
O INEM é um instituto público dirigido por um Conselho Diretivo, dependente do Ministério da Saúde. Está organizado da seguinte forma:
- Serviços centrais:

1. Unidades Operacionais
  - Departamento de Emergência Médica
  - Departamento de Formação em Emergência Médica
2. Unidades de Apoio à Logística
  - Departamento de Gestão de Recursos Humanos
  - Departamento de Gestão Financeira
  - Gabinete de Logística e Operações
  - Gabinete de Sistemas e Tecnologias de Informação
  - Gabinete de Gestão de Compras e Contratação Pública
  - Gabinete Jurídico
  - Gabinete de Gestão de Instalações
3. Unidades de Apoio à Gestão
  - Gabinete de Qualidade
  - Gabinete de Planeamento e Controlo de Gestão
  - Gabinete de Marketing e Comunicação

- Serviços desconcentrados:

1. Delegação Regional do Norte
  - Gabinete de Coordenação Regional do Sistema Integrado de Emergência Médica
2. Delegação Regional de Centro
  - Gabinete de Coordenação Regional do Sistema Integrado de Emergência Médica
3. Delegação Regional do Sul
  - Gabinete de Coordenação Regional do Sistema Integrado de Emergência Médica

## Sistema Integrado de Emergência Médica
Portugal tem, desde 1981, um Sistema Integrado de Emergência Médica (SIEM), ou seja, um conjunto de entidades que cooperam com apenas um objetivo: prestar assistência às vítimas de acidente ou doença súbita. Essas entidades são a PSP, a GNR, o INEM, os Bombeiros, a Cruz Vermelha Portuguesa, a Autoridade Marítima Nacional, a Força Aérea Portuguesa e os Hospitais e Centros de Saúde.
O SIEM engloba um conjunto de ações coordenadas, de âmbito extrahospitalar, hospitalar e inter-hospitalar, que resultam da intervenção ativa e dinâmica dos vários componentes do sistema de saúde nacional, de modo a possibilitar uma atuação rápida, eficaz e com economia de meios em situações de emergência médica. Compreende toda a atividade de urgência/emergência, nomeadamente o sistema de socorro pré-hospitalar, o transporte, a receção hospitalar e a adequada referenciação do doente urgente/emergente.
O SIEM começa quando alguém liga 112, o Número Europeu de Emergência. Sempre que o motivo da chamada tenha a ver com a saúde, a mesma é encaminhada para os Centros de Orientação de Doentes Urgentes (CODU) do INEM.

### Fases do SIEM
Tendo como base o símbolo da Estrela da Vida, a cada uma das suas pontas corresponde uma fase do SIEM:
1. Deteção - Corresponde ao momento em que alguém se apercebe da existência de uma ou mais vítimas de doença súbita ou acidente.
2. Alerta - É a fase em que se contactam os serviços de emergência, utilizando o Número Europeu de Emergência - 112.
3. Pré-socorro - Conjunto de gestos simples que podem e devem ser efetuados até à chegada do socorro.
4. Socorro - Corresponde aos cuidados de emergência iniciais efetuados às vítimas de doença súbita ou de acidente, com o objetivo de as estabilizar, diminuindo assim a morbilidade e a mortalidade.
5. Transporte - Consiste no transporte assistido da vítima numa ambulância com características, tripulação e carga bem definidas, desde o local da ocorrência até à unidade de saúde adequada, garantindo a continuidade dos cuidados de emergência necessários.
6. Tratamento na Unidade de Saúde - Esta fase corresponde ao tratamento no serviço de saúde mais adequado ao estado clínico da vítima. Em alguns casos excecionais, pode ser necessária a intervenção inicial de um estabelecimento de saúde onde são prestados cuidados imprescindíveis para a estabilização da vítima, com o objetivo de garantir um transporte mais seguro para um hospital mais diferenciado e/ou mais adequado à situação.

## Serviços

### Centro de Orientação de Doentes Urgentes (CODU)
Os Centros de Orientação de Doentes Urgentes (CODU) são centrais de emergência médica responsáveis pela medicalização do Número Europeu de Emergência – 112. Os pedidos de socorro efetuados através do 112, que digam respeito a situações de urgência ou emergência médica, são transferidos para os CODU.
Compete aos CODU atender e avaliar no mais curto espaço de tempo os pedidos de socorro recebidos, com o objetivo de determinar os recursos necessários e adequados a cada caso. O seu funcionamento é assegurado, 24 horas por dia, por equipas de profissionais qualificados – Médicos e Técnicos de Emergência Pré-hospitalar – com formação específica para efetuar o atendimento e triagem dos pedidos de socorro, o aconselhamento de pré-socorro, a seleção e acionamento de meios de socorro adequados, o acompanhamento das equipas de socorro no terreno e o contacto com as unidades de saúde, preparando a receção hospitalar dos doentes.
Os CODU do INEM coordenam e gerem um conjunto de meios de emergência – Ambulâncias, Viaturas Médicas, Motociclos e Helicópteros de Emergência – selecionados com base na situação clínica das vítimas, com o objetivo de prestar o socorro mais adequado no mais curto espaço de tempo.

### Centro de Orientação de Doentes Urgentes-Mar (CODU-MAR)
O Centro de Orientação de Doentes Urgentes-Mar (CODU-MAR) tem por missão prestar aconselhamento médico a situações de emergência que se verifiquem a bordo de embarcações. É constituído por uma equipa de médicos que garantem apoio 24 horas por dia, com a cooperação das estações Radionavais, estações Costeiras, Centros Navais de Busca e Salvamento e com a Autoridade Marítima Local (Capitanias de Portos). Se necessário, o CODU-MAR pode acionar a evacuação do doente e organizar o acolhimento em terra e posterior encaminhamento para o serviço hospitalar adequado.

### Centro de Informação Antivenenos (CIAV)
Criado em 16 de junho de 1982, o Centro de Informação Antivenenos (CIAV) é um centro médico de informação toxicológica. Presta informações referentes ao diagnóstico, quadro clínico, toxicidade, terapêutica e prognóstico da exposição a tóxicos em intoxicações agudas ou crónicas. O CIAV presta um serviço nacional, cobrindo a totalidade do país. Tem disponíveis médicos especializados, 24 horas por dia, que atendem consultas de médicos, outros profissionais de saúde e do público em geral.

### Centro de Apoio Psicológico e Intervenção em Crise (CAPIC)
O Centro de Apoio Psicológico e Intervenção em Crise (CAPIC) tem como funções principais:
- Teleassistência, onde intervém com os contactantes do CODU em situações de crises psicológicas, comportamentos suicidas, vítimas de abusos/violência física ou sexual, entre outros.
- Unidade Móvel de Intervenção Psicológica de Emergência (UMIPE), acionados pelo CODU para o local das ocorrências onde seja considerada necessária a sua intervenção.
- Apoio aos profissionais do INEM, visam a intervenção psicológica com as equipas de emergência em situações emocionalmente exigentes e potencialmente traumáticas.
- Formação aos profissionais do INEM, participam na formação dos profissionais de emergência na à área das competências psicológicas.
- Estágios curriculares e de observação, recebem estudantes e profissionais de Psicologia, bem como de outras áreas da saúde, com interesse na intervenção em crise psicológica.

## Meios de Emergência Médica

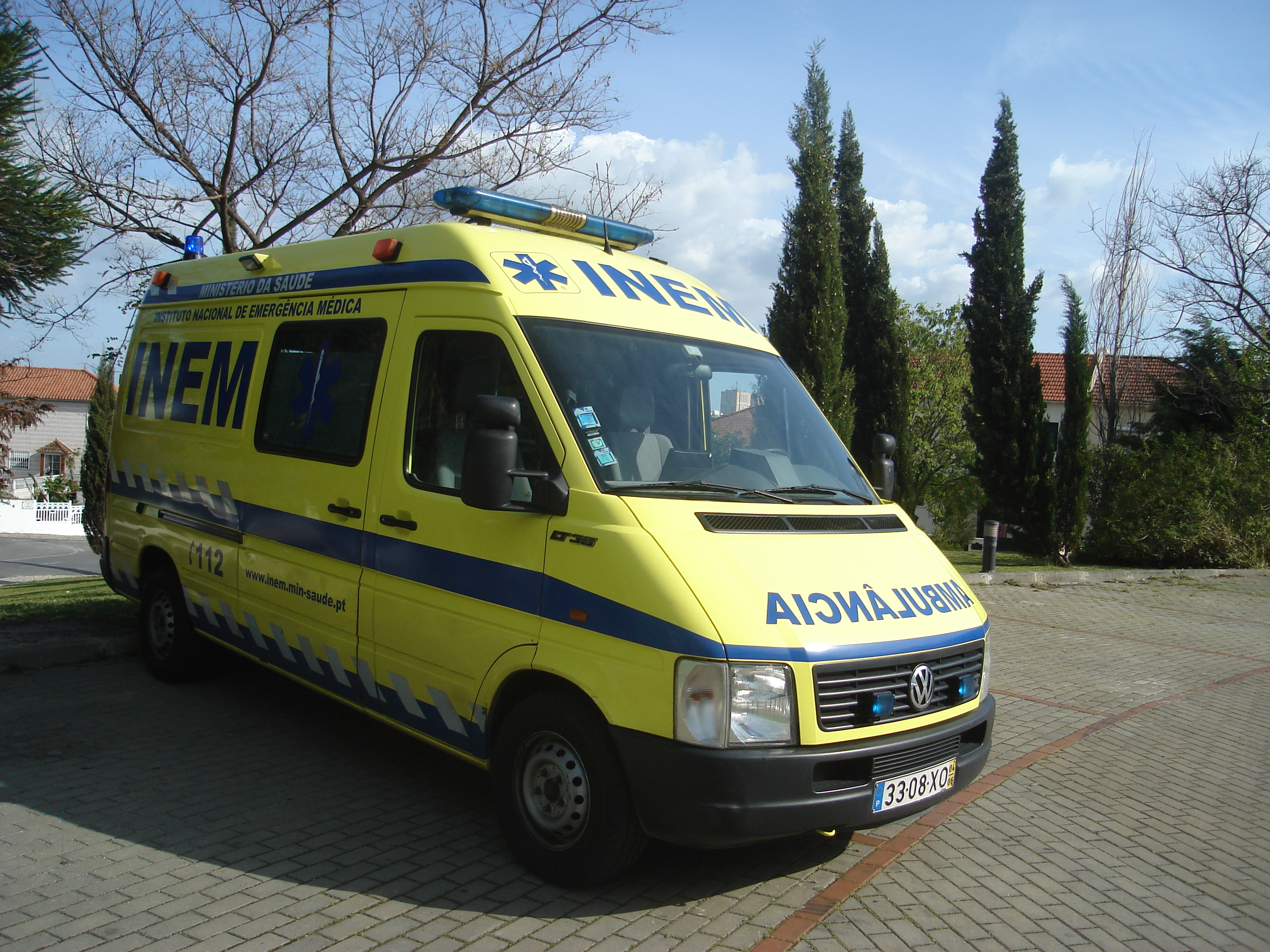
Ambulância do INEM.

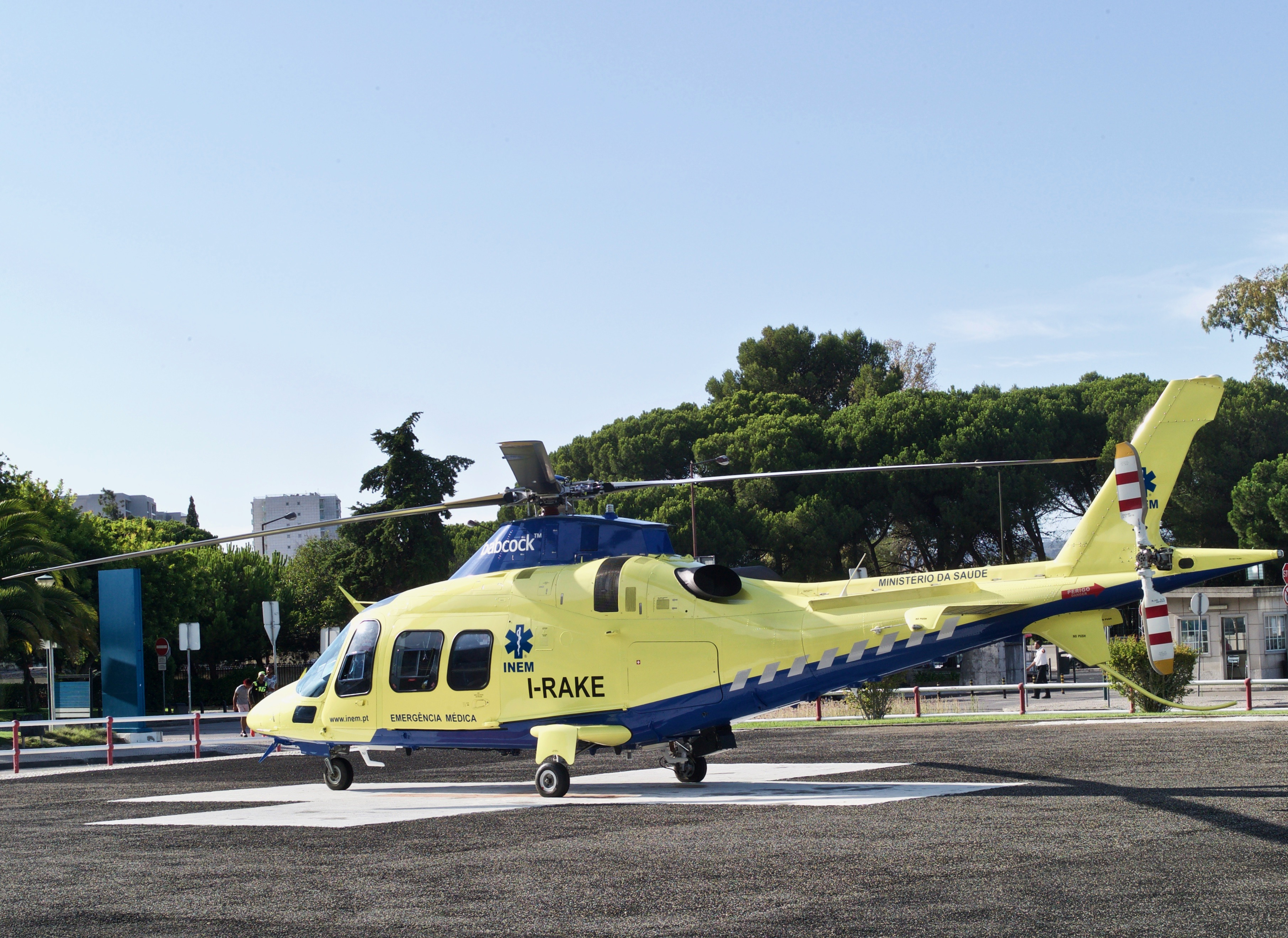
Helicóptero de emergência médica do INEM.

Para exercer a sua atividade, o INEM dispõe de meios de emergência médica, operados directamente ou, através de protocolos, por outras entidades, tais como Bombeiros, Cruz Vermelha Portuguesa, Hospitais e Centros de Saúde. Os principais meios são:
1. Motociclos de emergência médica - é um meio ágil, vocacionado para o trânsito citadino, que permite chegar rapidamente ao local onde se encontra o doente. Este veículo transporta material de Suporte Básico de Vida (SBV) e é tripulado por um Técnico de Emergência Pré-hospitalar (TEPH). Em alguns casos, a intervenção deste meio é a única necessária, dispensando a presença de uma ambulância no local;
2. Ambulâncias de Socorro (AS) - são atribuídas pelo INEM a entidades com as quais existe um protocolo, são designadas Postos de Emergência Médica (PEM) e são tripuladas por elementos das próprias entidades, com formação mínima de Tripulante de Ambulância de Transporte (TAT) para o condutor, e de Tripulante de Ambulância de Socorro (TAS) para o socorrista/chefe de equipa. Têm como missão assegurar a deslocação rápida de uma tripulação ao local da ocorrência, no mais curto espaço de tempo possível, em complementaridade e articulação com os outros meios de emergência médica pré-hospitalar, bem como o eventual transporte para a unidade de saúde mais adequada ao estado clínico da vítima. Quando estas Ambulâncias são propriedade das próprias entidades e não do INEM, são designadas por Postos de Reserva (PR);
3. Ambulâncias de Emergência Médica (AEM) - destinadas à estabilização de transporte de doentes, com capacidade de aplicação de medidas de Suporte Básico de Vida (SBV) e de life-saving por protocolos médicos, são tripuladas por dois TEPH;
4. Ambulâncias de Suporte Imediato de Vida (SIV) - constituem um meio de socorro em que, além do descrito para as AS/AEM, há possibilidade de administração de fármacos e realização de atos terapêuticos invasivos, mediante protocolos aplicados sob supervisão médica. São tripuladas por um TEPH e um enfermeiro, devidamente habilitados. Atuam na dependência direta dos CODU, e estão localizadas em unidades de saúde;
5. Ambulâncias de Transporte Inter-hospitalar Pediátrico (TIP) - constituem um serviço de transporte interhospitalar de emergência, permitindo o transporte e estabilização de bebés prematuros, recém-nascidos e crianças em situação de risco de vida, dos 0 aos 18 anos de idade, para hospitais com unidades de neonatologia, cuidados intensivos pediátricos e/ou determinadas especialidades ou valências. As ambulâncias deste Subsistema dispõem de um médico especialista, um enfermeiro e um TEPH, estando dotadas com todos os equipamentos necessários para estabilizar e transportar os doentes pediátricos;
6. Viaturas Médicas de Emergência e Reanimação (VMER) - são veículos de intervenção pré-hospitalar, concebidos para o transporte de uma equipa médica ao local onde se encontra o doente. Com equipas constituídas por um médico e um enfermeiro, dispõem de equipamento para Suporte Avançado de Vida (SAV) em situações do foro médico ou traumatológico. Atuam na dependência direta dos CODU, tendo uma base hospitalar, isto é, estão localizadas num hospital. Têm como principal objetivo a estabilização pré-hospitalar e o acompanhamento médico durante o transporte de vítimas de acidente ou doença súbita em situações de emergência.
7. Helicópteros de emergência médica - são utilizados no transporte de doentes graves entre unidades de saúde ou entre o local da ocorrência e a unidade de saúde. Estão equipados com material de SAV, sendo a tripulação composta por um médico, um enfermeiro e dois pilotos. Além dos helicópteros próprios, o INEM fornece equipas médicas para os helicópteros da Autoridade Nacional de Proteção Civil;
8. Unidade Móvel de Intervenção Psicológica de Emergência (UMIPE) - é um veículo de intervenção concebido para transportar um psicólogo do INEM para junto de quem necessita de apoio psicológico, como por exemplo, sobreviventes de acidentes graves, menores não acompanhados ou familiares de vítimas de acidente ou doença súbita fatal. É conduzida por um elemento com formação em condução de veículos de emergência. Atuam na dependência direta dos CODU, tendo por base as Delegações Regionais;
9. Viatura de Intervenção em Catástrofe (VIC) - é utilizada em situações multivítimas. No seu interior transporta diverso material de Suporte Avançado de Vida, que permite a montagem de um Posto Médico Avançado (PMA). Este pequeno hospital de campanha está equipado com material igual ao da Viatura Médica de Emergência e Reanimação (VMER) e permite o tratamento de 8 vítimas muito graves em simultâneo. A VIC está equipada com uma célula de telecomunicações, que permite criar uma rede de comunicações entre o local do acidente, os Centros de Orientação de Doentes Urgentes e os hospitais da zona.
10. Hospital de Campanha - trata-se de uma estrutura móvel composta por diversas partes que é armazenada num veículo longo (contentor) quando está inativa, de forma a permitir fácil transporte por vias terrestre, marítima ou aérea. É constituído por 17 tendas insufláveis, com uma área de cerca de 2400 m2, no qual se inclui além da estrutura hospitalar, a zona de alojamento da equipa e de suporte e a zona de comando da operação. Esta estrutura encontra-se dotada de equipamento que lhe garante autonomia logística – geradores, purificação de águas, iluminação, unidades de climatização, de pressão positiva, cozinhas de campanha, casas de banho, depósitos de água e combustível, etc. O hospital de campanha é acionado em situações de catástrofe ou calamidade (de origem natural ou tecnológica), e em caso de ataque terrorista ou acidente multivítimas. Ao INEM compete, no âmbito do Ministério da Saúde, coordenar as atividades em situações de exceção, substituindo as estruturas de saúde que possam ter ficado abaladas ou reforçando-as. O Hospital de Campanha tem a grande vantagem de ser uma estrutura modular que poderá ou não ser montado na totalidade consoante a situação em questão. Permitirá assim ser utilizado numa variedade de conceitos alternativos como sejam o de módulo de intervenção em ambiente internacional integrando uma resposta de carácter humanitário de cariz bilateral ou multilateral. Pode ainda ser acionado como estrutura de cariz pré-hospitalar alargada utilizada como tampão de segurança, para evacuação em massa de vítimas para zonas distantes, em caso de danificação das vias de comunicação.

Até 2004 as ambulâncias, helicópteros e outros veículos do INEM eram de cor branca com faixas refletoras azuis. Nesse ano, o Instituto introduziu a nova cor amarelo Enxofre "RAL 1016", adotada ao nível europeu para facilitar a identificação dos veículos de emergência. A escolha pela cor RAL 1016 possui uma explicação de natureza científica: estudos realizados provaram que o olho humano é particularmente sensível à cor amarelo "RAL 1016", permitindo uma identificação muito mais rápida deste veículo prioritário. Diversos países comunitários, membros do Comité Europeu para a Normalização, já adaptaram ou estão em fase de adaptação das suas ambulâncias a esta cor, na sequência dos compromissos assumidos no âmbito daquele Comité.